# Джейн Эйр (персонаж)
Джейн Эйр (англ. Jane Eyre) — главный персонаж романа «Джейн Эйр» (1847) британской писательницы Шарлотты Бронте.

## Внешность
Джейн Эйр описана как неприметная молодая девушка, внешне напоминающая неземное существо, эльфа. Себя она считает «бедной, невзрачной и маленькой». Мистер Рочестер однажды говорит о том, что у неё карие глаза, но на самом деле у Джейн они зелёные.

## Жизнеописание

### Детство
Родители Джейн, мистер и миссис Эйр, скончались вскоре после рождения дочери. Девочку удочерил брат матери мистер Рид. На смертном одре он заставил поклясться свою супругу Сару опекать племянницу, что являлось сущим наказанием для миссис Рид, ведь тётка невзлюбила её с первой минуты появления в доме. После смерти дяди, жизнь Джейн в доме Ридов стала невыносимой: постоянные принижения, оскорбления и стычки с двоюродными братом Джоном и сёстрами Элизой и Джорджианой, которых науськала тётя.
В десятилетнем возрасте тётка отправляет-таки нелюбимую племянницу с глаз подальше, а точнее, в Ловудскую школу-приют, представив Джейн наставнику как лгунью и притвору. Джейн на повышенных тонах заявляет тётке, что всю жизнь ее ненавидела - а будь она лгуньей, сказала бы, что любит тётю и благодарит ее за счастливое детство. Тётка и племянница расстаются врагами. 
В школе наставник учебного заведения, викарий мистер Броклхёрст, обожает ханжеские нравоучения о пользе смирения плоти и не заботится о том, что девочки постоянно голодны и мёрзнут. Там Джейн находит своего первого друга Элен Бёрнс, а также мудрого педагога директрису школы мисс Марию Темпл. Хотя Броклхёрст сказал при всей школе, что Джейн лгунья, мисс Темпл, знакомая с доктором Ллойдом, быстро опровергает эти слова, и Джейн с жаром и интересом берется за учёбу. Она быстро становится первой ученицей в классе.
Весной в приюте разыгрывается эпидемия тифа и ослабшие здоровьем девочки умирают одна за одной, в том числе и Элен. Перед смертью подруга говорит Джейн: «Я верю и надеюсь: я иду к Богу». Эти слова и умиротворение, с которыми Элен принимает свою скорую кончину, сильно влияют на христианское восприятие мира девочки.
Джейн проводит в Ловуде восемь лет, последние два года — учительницей. Она преподаёт, помимо обычных предметов, также французский язык (которым овладела в совершенстве, учась у носительницы языка), музыку и изобразительное искусство. К рисованию у Джейн большой талант - по признанию ее нянюшки Бесси, она рисует лучше, чем учитель рисования Элизы и Джорджианы.

### Юность
Джейн выросла. Директриса мисс Темпл, бывшая все эти годы единственным другом девушки, выходит замуж и покидает Ловуд. Мисс Эйр даёт объявление о поиске работы и получает место гувернантки в поместье Торнфилд. Она предполагает, что будет обучать дочь (Адель Варанс) миссис Фэйрфакс, но узнаёт, что та лишь экономка, домоправительница, владельцем же является некий мистер Эдвард Ро́честер. Миссис Фэйрфакс предупреждает Джейн, что хозяин редко бывает дома и она будет видеть его нечасто.
Впервые Джейн встречает Рочестера, гуляя недалеко от поместья в наступающих сумерках. Не увидев девушку из-за тумана и пытаясь не раздавить её лошадью, хозяин дома падает со скакуна и повреждает лодыжку. Джейн помогает ему добраться до коня, хотя тогда ещё не знает, что это за мужчина. Лишь возвратившись с прогулки, Джейн узнаёт, что это был Рочестер. Домовладелец в шутку утверждает, что мисс Эйр — ведьма, околдовавшая его лошадь.
Джейн понимает, что испытывает чувство к хозяину имения, то же самое происходит и с Рочестером. Рочестер хочет, чтобы Джейн влюбилась в него так же сильно, как он полюбил её, и делает вид, что хочет жениться на надменной и эгоцентричной соседке - мисс Бланш Ингрэм, которой от такого жениха нужны лишь деньги. Пока Бланш гостит у Рочестера, Сара Рид переносит апоплексический удар, после которого, по словам докторов, она не может выздороветь и скоро умрет. Вызвав Джейн к себе "облегчить душу перед смертью", тётка признается, что много лет назад с ней связывался дядюшка Джейн по отцу, негоциант (купец) Джон Эйр, и хотел удочерить девочку, но тётка была так зла на Джейн, что солгала родственнику, сказав, что девочка умерла в школе от тифа.
Когда Джейн вернулась от тётки после похорон, Бланш уехала домой. Рочестер раскрывает перед Джейн свои планы, что он вовсе не собирался жениться на гордячке Бланш. Следует признание Рочестера в любви к Джейн, а после и подготовка к свадьбе. Однако перед самым алтарём девушке предстоит узнать, что её избранник уже женат. Его законная супруга, Берта, буйнопомешанная в третьем поколении. Рочестер с отчаянием рассказывает Джейн историю его семейной жизни с Бертой — лишь после женитьбы Эдвард узнал о психическом заболевании любимой. Тогда он решил обезопасить её и от неё, разместив на чердаке и пристроив надсмотрщицу Грейс Пул.
Если бы мистер Рочестер женился на нынешней возлюбленной, то стал бы двоеженцем. Впрочем, у Джейн есть чувство собственного достоинства и она не согласна быть любовницей. Под покровом ночи отчаявшаяся девушка сбегает от милого сердцу человека. Джейн скитается в течение нескольких дней, прежде чем в изнеможении падает на ступени дома, где её, едва живую, подбирает молодой священник Сент-Джон Риверс. Сёстры пастора, Мэри и Диана, выхаживают девушку. Когда же силы возвращаются к ней, мисс Эйр устраивается учительницей в местную сельскую школу и скрывается под именем Джейн Эллиот.
Сент-Джон любит местную девушку Розамунду Оливер, но преодолевает страсть к юной красавице, утверждая, что она не стала бы хорошей женой миссионеру (кем он собирается стать). Позже священник узнаёт истинное имя Джейн и рассказывает ей о том, что её умерший дядя Джон Эйр (проживавший на Мадейре), оставил ей наследство в двадцать тысяч фунтов, а матушка Риверсов приходится сестрой Джону Эйру, и тогда он, Мэри и Диана — двоюродные брат и сёстры Джейн. Страшно обрадованная внезапным родством, Джейн делит наследство поровну. Всё это время Сент-Джон внимательно наблюдает за новообретённой сестрой. Незадолго до отъезда пастор просит Джейн выйти за него замуж, потому что она как никто подходит для роли жены миссионера. После недолгого сопротивления Джейн соглашается ехать с ним в Индию, но не стать его женой. Однако это не устраивает Риверса и он почти уговаривает её, когда в последний миг она слышит донёсшийся откуда-то голос Рочестера, зовущий её — «Джейн, Джейн, Джейн». Девушка ничего не знает о судьбе любимого и, желая увидеть его, быстрее возвращается назад в Торнфилд. Но на месте некогда величественного поместья остались лишь почерневшие камни. Как позже узнаёт Джейн, вскоре после её исчезновения Берта подожгла дом, а сама спрыгнула с крыши. Пытаясь спасти супругу, Рочестер ослеп и потерял кисть левой руки. Разузнав его новое место жительства, она немедля направляется туда и находит любимого в угнетённом состоянии духа.
Джейн и Эдвард воссоединяются, и пара играет свадьбу. А по истечении двух лет к супругу постепенно возвращается зрение, и он может видеть своего первенца.